# WTA Premier Mandatory
WTA Premier Mandatory (pol. WTA Najważniejszy Obowiązkowy) – cztery turnieje tenisowe najwyższej rangi kategorii WTA Premier Series w rozgrywkach WTA Tour, utworzone spośród rozgrywek najwyższej kategorii I (ang. Tier I), po rezygnacji w 2008 r. z pięciostopniowego systemu kategoryzacji turniejów.
Na zawody rangi WTA Premier Mandatory składały się cztery turnieje kobiece:
- Indian Wells Masters w Indian Wells[1],
- Miami Open w Miami[2],
- Madrid Open w Madrycie[3],
- China Open w Pekinie[4].

Od sezonu 2021 zmieniono kategoryzacje turniejów. Utworzono turnieje rangi WTA 1000, w skład których weszły dawne turnieje z cyklu WTA Premier Mandatory i WTA Premier 5.

## Ranking
Punkty wliczane do rankingu przyznawane były za zajęcie określonych miejsc w turniejach. Punkty zdobyte w danym sezonie sumowane były w rankingu Race to WTA Finals. Pod koniec sezonu zawodniczki zajmujące czołowe osiem miejsc uczestniczyły w Turnieju Mistrzyń.
Pod uwagę brany był udział w turniejach rozegranych w ciągu ostatnich 52 tygodni, a zliczane były punkty z nie więcej niż 16 turniejów w grze pojedynczej i 11 w grze podwójnej. Turnieje WTA Premier Mandatory zawsze były uwzględniane w rankingach najwyżej sklasyfikowanych zawodniczek.

### Podział punktów
Poniższa tabela przedstawia podział punktów na poszczególne rundy turniejów o różnej liczbie uczestniczek.
| Turniej                     | W    | F   | SF  | QF  | R16 | R32 | R64 | R128 | QLFR | Q3 | Q2 | Q1 |
| --------------------------- | ---- | --- | --- | --- | --- | --- | --- | ---- | ---- | -- | -- | -- |
| WTA Premier Mandatory (96S) | 1000 | 650 | 390 | 215 | 120 | 65  | 35  | 10   | 30   | –  | 20 | 2  |
| WTA Premier Mandatory (64S) | 1000 | 650 | 390 | 215 | 120 | 65  | 10  | –    | 30   | –  | 20 | 2  |
| WTA Premier Mandatory (32D) | 1000 | 650 | 390 | 215 | 120 | 10  | –   | –    | –    | –  | –  | –  |

## Zawody
Sezon składał się z czterech turniejów WTA Premier Mandatory. Zawody amerykańskie w Indian Wells i Miami to jedyne spośród organizowanych przez WTA Tour rozgrywek, które trwały dwa tygodnie. Organizowane były w marcu na kortach twardych.
Turniej w Madrycie grany był w maju na czerwonych kortach ceglanych. Wyjątkiem był rok 2012, kiedy turniejową nawierzchnią była niebieska mączka oceniana przez ekspertów jako bardziej śliska od zwykłego kortu ziemnego. Po turnieju federacja postanowiono zakazać gry na niebieskiej mączce ze względu na niezadowolenie ze strony graczy.
Ostatnie zawody WTA Premier Mandatory w sezonie, odbywające się na początku października w Pekinie, należały do turniejów rozgrywanych na kortach twardych.
W 2020 r. z powodu pandemii COVID-19 nie rozegrano żadnego turnieju cyklu WTA Premier Mandatory.
| Miejsce      | Oficjalna nazwa              | Państwo           | Nawierzchnia | Drabinka    | Pula nagród |
| Indian Wells | BNP Paribas Open             | Stany Zjednoczone | Twarda       | 96S/48Q/32D | 8 648 508 $ |
| Miami        | Miami Open presented by Itaú | Stany Zjednoczone | Twarda       | 96S/48Q/32D | 8 648 508 $ |
| Madryt       | Mutua Madrid Open            | Hiszpania         | Ceglana      | 64S/32Q/28D | 6 685 828 € |
| Pekin        | China Open                   | Chiny             | Twarda       | 64S/32Q/28D | 8 285 274 $ |

## Gra pojedyncza

### Wyniki

#### 2019
| Turniej      | Zwyciężczyni     | Finalistka        | Wynik         |
| ------------ | ---------------- | ----------------- | ------------- |
|              |                  |                   |               |
| Indian Wells | Bianca Andreescu | Angelique Kerber  | 6:4, 3:6, 6:4 |
| Miami        | Ashleigh Barty   | Karolína Plíšková | 7:6(1), 6:3   |
| Madryt       | Kiki Bertens     | Simona Halep      | 6:4, 6:4      |
| Pekin        | Naomi Ōsaka      | Ashleigh Barty    | 3:6, 6:3, 6:2 |

#### 2018
| Turniej      | Zwyciężczyni       | Finalistka           | Wynik            |
| ------------ | ------------------ | -------------------- | ---------------- |
|              |                    |                      |                  |
| Indian Wells | Naomi Ōsaka        | Darja Kasatkina      | 6:3, 6:2         |
| Miami        | Sloane Stephens    | Jeļena Ostapenko     | 7:6(5), 6:1      |
| Madryt       | Petra Kvitová      | Kiki Bertens         | 7:6(6), 4:6, 6:3 |
| Pekin        | Caroline Wozniacki | Anastasija Sevastova | 6:3, 6:3         |

#### 2017
| Turniej      | Zwyciężczyni    | Finalistka           | Wynik            |
| ------------ | --------------- | -------------------- | ---------------- |
|              |                 |                      |                  |
| Indian Wells | Jelena Wiesnina | Swietłana Kuzniecowa | 6:7(6), 7:5, 6:4 |
| Miami        | Johanna Konta   | Caroline Wozniacki   | 6:4, 6:3         |
| Madryt       | Simona Halep    | Kristina Mladenovic  | 7:5, 6:7(5), 6:2 |
| Pekin        | Caroline Garcia | Simona Halep         | 6:4, 7:6(3)      |

#### 2016
| Turniej      | Zwyciężczyni        | Finalistka           | Wynik    |
| ------------ | ------------------- | -------------------- | -------- |
|              |                     |                      |          |
| Indian Wells | Wiktoryja Azaranka  | Serena Williams      | 6:4, 6:4 |
| Miami        | Wiktoryja Azaranka  | Swietłana Kuzniecowa | 6:3, 6:2 |
| Madryt       | Simona Halep        | Dominika Cibulková   | 6:2, 6:4 |
| Pekin        | Agnieszka Radwańska | Johanna Konta        | 6:4, 6:2 |

#### 2015
| Turniej      | Zwyciężczyni     | Finalistka           | Wynik         |
| ------------ | ---------------- | -------------------- | ------------- |
|              |                  |                      |               |
| Indian Wells | Simona Halep     | Jelena Janković      | 2:6, 7:5, 6:4 |
| Miami        | Serena Williams  | Carla Suárez Navarro | 6:2, 6:0      |
| Madryt       | Petra Kvitová    | Swietłana Kuzniecowa | 6:1, 6:2      |
| Pekin        | Garbiñe Muguruza | Timea Bacsinszky     | 7:5, 6:4      |

#### 2014
| Turniej      | Zwyciężczyni     | Finalistka          | Wynik         |
| ------------ | ---------------- | ------------------- | ------------- |
|              |                  |                     |               |
| Indian Wells | Flavia Pennetta  | Agnieszka Radwańska | 6:2, 6:1      |
| Miami        | Serena Williams  | Li Na               | 7:5, 6:1      |
| Madryt       | Marija Szarapowa | Simona Halep        | 1:6, 6:2, 6:3 |
| Pekin        | Marija Szarapowa | Petra Kvitová       | 6:4, 2:6, 6:3 |

#### 2013
| Turniej      | Zwyciężczyni     | Finalistka         | Wynik         |
| ------------ | ---------------- | ------------------ | ------------- |
|              |                  |                    |               |
| Indian Wells | Marija Szarapowa | Caroline Wozniacki | 6:2, 6:2      |
| Miami        | Serena Williams  | Marija Szarapowa   | 4:6, 6:3, 6:0 |
| Madryt       | Serena Williams  | Marija Szarapowa   | 6:1, 6:4      |
| Pekin        | Serena Williams  | Jelena Janković    | 6:2, 6:2      |

#### 2012
| Turniej      | Zwyciężczyni        | Finalistka         | Wynik    |
| ------------ | ------------------- | ------------------ | -------- |
|              |                     |                    |          |
| Indian Wells | Wiktoryja Azaranka  | Marija Szarapowa   | 6:2, 6:3 |
| Miami        | Agnieszka Radwańska | Marija Szarapowa   | 7:5, 6:4 |
| Madryt       | Serena Williams     | Wiktoryja Azaranka | 6:1, 6:3 |
| Pekin        | Wiktoryja Azaranka  | Marija Szarapowa   | 6:3, 6:1 |

#### 2011
| Turniej      | Zwyciężczyni        | Finalistka         | Wynik         |
| ------------ | ------------------- | ------------------ | ------------- |
|              |                     |                    |               |
| Indian Wells | Caroline Wozniacki  | Marion Bartoli     | 6:1, 2:6, 6:3 |
| Miami        | Wiktoryja Azaranka  | Marija Szarapowa   | 6:1, 6:4      |
| Madryt       | Petra Kvitová       | Wiktoryja Azaranka | 7:6(3), 6:4   |
| Pekin        | Agnieszka Radwańska | Andrea Petković    | 7:5, 0:6, 6:4 |

#### 2010
| Turniej      | Zwyciężczyni       | Finalistka         | Wynik         |
| ------------ | ------------------ | ------------------ | ------------- |
|              |                    |                    |               |
| Indian Wells | Jelena Janković    | Caroline Wozniacki | 6:2, 6:4      |
| Miami        | Kim Clijsters      | Venus Williams     | 6:2, 6:1      |
| Madryt       | Aravane Rezaï      | Venus Williams     | 6:2, 7:5      |
| Pekin        | Caroline Wozniacki | Wiera Zwonariowa   | 6:3, 3:6, 6:3 |

#### 2009
| Turniej      | Zwyciężczyni         | Finalistka          | Wynik       |
| ------------ | -------------------- | ------------------- | ----------- |
|              |                      |                     |             |
| Indian Wells | Wiera Zwonariowa     | Ana Ivanović        | 7:6(5), 6:2 |
| Miami        | Wiktoryja Azaranka   | Serena Williams     | 6:3, 6:1    |
| Madryt       | Dinara Safina        | Caroline Wozniacki  | 6:2, 6:4    |
| Pekin        | Swietłana Kuzniecowa | Agnieszka Radwańska | 6:2, 6:4    |

### Zwyciężczynie
|      | Indian Wells     | Miami             | Madryt            | Pekin             |
| ---- | ---------------- | ----------------- | ----------------- | ----------------- |
| 2009 | Zwonariowa (1/1) | Azaranka (1/6)    | Safina (1/1)      | Kuzniecowa (1/1)  |
| 2010 | Janković (1/1)   | Clijsters (1/1)   | Rezaï (1/1)       | Wozniacki (1/3)   |
| 2011 | Wozniacki (2/3)  | Azaranka (2/6)    | Kvitová (1/3)     | Radwańska (1/3)   |
| 2012 | Azaranka (3/6)   | Radwańska (2/3)   | S. Williams (1/6) | Azaranka (4/6)    |
| 2013 | Szarapowa (1/3)  | S. Williams (2/6) | S. Williams (3/6) | S. Williams (4/6) |
| 2014 | Pennetta (1/1)   | S. Williams (5/6) | Szarapowa (2/3)   | Szarapowa (3/3)   |
| 2015 | Halep (1/3)      | S. Williams (6/6) | Kvitová (2/3)     | Muguruza (1/1)    |
| 2016 | Azaranka (5/6)   | Azaranka (6/6)    | Halep (2/3)       | Radwańska (3/3)   |
| 2017 | Wiesnina (1/1)   | Konta (1/1)       | Halep (3/3)       | Garcia (1/1)      |
| 2018 | Ōsaka (1/2)      | Stephens (1/1)    | Kvitová (3/3)     | Wozniacki (3/3)   |
| 2019 | Andreescu (1/1)  | Ashleigh (1/1)    | Bertens (1/1)     | Ōsaka (2/2)       |